# تم
التَّمّ أو تم أخرس أو القُقْنُس أو الإوز العراقي (بالإنكليزية: Swan) نوع من الإوز كبير الحجم ذو عنق طويل له صوت كصوت النفير لونه أبيض بمنقار برتقالي، يربى في البرك والبري منه يتنقل عبر العالم ويزور دلتا النيل شتاء وهو معروف في جميع أنحاء العالم وتدور حوله أساطير كثيرة. هناك ستة أنواع حية والعديد من أنواع التم المنقرضة. بالإضافة إلى ذلك، هناك نوع معروف باسم بجعة كوسكوروبا التي لم تعد تعتبر واحدة من البجع الحقيقي. عادة ما يتزاوج التم مدى الحياة، على الرغم من حدوث «الطلاق» في بعض الأحيان، لا سيما بعد فشل التعشيش، وإذا مات رفيق، فإن التمة المتبقية سوف تتعامل مع أخرى. يتراوح عدد البيض في كل مخلب من ثلاثة إلى ثمانية.